# Solenopsis latastei
Solenopsis latastei é uma espécie de formiga do gênero Solenopsis, pertencente à subfamília Myrmicinae.